# John F. Simms
John Field Simms (* 18. Dezember 1916 in Albuquerque, New Mexico; † 11. April 1975 ebenda) war ein US-amerikanischer Politiker und von 1955 bis 1957 der 16. Gouverneur des Bundesstaates New Mexico.

## Frühe Jahre und politischer Aufstieg
John Simms besuchte bis 1937 das New Mexico Military Institute, das Teil der University of New Mexico ist. Danach studierte er bis 1940 an der Yale University Jura. Während des Zweiten Weltkrieges stieg er in der US Army vom einfachen Soldaten bis zum Oberstleutnant auf. Nach dem Krieg war er als Rechtsanwalt tätig. Außerdem engagierte er sich in der Viehzucht.
Zwischen 1947 und 1949 war Simms Abgeordneter im Repräsentantenhaus von New Mexico. Dort fungierte er als Speaker des Hauses. Zwischen 1950 und 1954 war er auch in einer Kommission zur Überarbeitung der Staatsgesetze. Am 2. November 1954 wurde er als Kandidat der Demokratischen Partei zum neuen Gouverneur seines Staates gewählt, wobei er sich mit 57:43 Prozent der Stimmen gegen den Republikaner Alvin Stockton durchsetzte.

## Gouverneur von New Mexico
Simms trat seine zweijährige Amtszeit am 1. Januar 1955 als Nachfolger von Edwin L. Mechem an. In seiner Regierungszeit wurde die Industrieproduktion in New Mexico gefördert. Damals wurden auch von den Bundesbehörden viele Stellen in diesem Staat geschaffen. Trotzdem schaffte es Simms nicht, im Jahr 1956 bestätigt zu werden. So musste er am 1. Januar 1957 sein Amt an seinen Vorgänger Edwin Mechem abgeben.
Nach dem Ende seiner Gouverneurszeit zog sich Simms aus der Politik zurück. Er widmete sich weiter seinen geschäftlichen Interessen und war vor allem als Anwalt und Viehzüchter tätig. John F. Simms starb im April 1975. Er war mit Ruth Reynolds verheiratet, mit der er sechs Kinder hatte.